# Cerdon (gnostique)
Pour les articles homonymes, voir Cerdon.
Cerdon, gnostique syrien du IIe siècle, admettait deux principes indépendants, rejetait la plus grande partie des Écritures (sauf une partie de l'Evangile de Luc et des lettres de Paul), et soutenait que Jésus-Christ n'avait qu'un corps fantastique (docétisme). Il eut Marcion pour disciple. Le pape Hygin (v. 136-142) condamna sa doctrine et l'exclut de la communauté.

## Sources
Cet article comprend des extraits du Dictionnaire Bouillet. Il est possible de supprimer cette indication, si le texte reflète le savoir actuel sur ce thème, si les sources sont citées, s'il satisfait aux exigences linguistiques actuelles et s'il ne contient pas de propos qui vont à l'encontre des règles de neutralité de Wikipédia.